# 竹岡俊樹
竹岡 俊樹（たけおか としき、1950年 - ）は、日本の考古学者。共立女子大学非常勤講師。

## 来歴・人物
京都府生まれ。父は国文学者の竹岡正夫。1973年明治大学文学部考古学専攻卒業、1980年筑波大学大学院博士課程単位取得退学、1984年パリ第6大学博士課程修了、博士号取得。
石器の形態に関する科学的分析を専門とし、藤村新一による旧石器捏造事件において、捏造発覚前から疑問を提示していたが、現場から締め出された。捏造発覚後も専任職はなく、日本の考古学界の閉鎖的体質を批判している。

## 著書
- 『石器研究法』言叢社 1989
- 『日本民族の感性世界 考古学から文化分析学へ』同成社 1996
- 『「オウム真理教事件」完全解読』勉誠出版 1999
- 『図説日本列島旧石器時代史』勉誠出版 2002
- 『石器の見方』勉誠出版 2003
- 『旧石器時代の型式学』学生社 2003
- 『前期旧石器時代の型式学』学生社 2005
- 『日本の旧石器時代』講談社選書メチエ 2011
- 『旧石器時代文化研究法』勉誠出版、2013
- 『石器・天皇・サブカルチャー　考古学から解く日本人の現実』勉誠出版、2014
- 『考古学崩壊　前期旧石器捏造事件の真相』勉誠出版、2014
- 『オウム事件の本質　考古学が解く混迷の現代』勉誠出版、2018
- 『考古学基礎論　資料の見方・捉え方』雄山閣、2019

## 雑誌記事
- 竹岡俊樹「日本の前・中期旧石器遺跡は壊滅だ「残るのは1割」」『週刊朝日』第106巻第21号、朝日新聞出版、2001年5月、42-44頁、CRID 1522543655784149760。
- 竹岡俊樹「石器真偽判定「前期旧石器」観察記」『Science of humanity Bensei』第34号、勉誠出版、2001年7月、148-175頁、CRID 1520010380488816768。
- 竹岡俊樹「経過報告 捏造発覚の経緯」『Science of humanity Bensei』第34号、勉誠出版、2001年7月、4-9頁、CRID 1521699230630773760。
- 竹岡俊樹「「記録」にみる藤村新一の不思議な力」『Science of humanity Bensei』第34号、勉誠出版、2001年7月、72-75頁、CRID 1522543655366601216。
- 小田静夫, 竹岡俊樹「誌上対談 前期旧石器問題の真実を語る」『Science of humanity Bensei』第34号、勉誠出版、2001年7月、10-27頁、CRID 1522825129965275648。
- 竹岡俊樹「大分県丹生遺跡の再検討(中間報告)」『Science of humanity Bensei』第40号、勉誠出版、2002年6月、171-175,図巻頭2p、CRID 1520854804800132864。
- 竹岡俊樹「宮城県座散乱木・中峯C・馬場檀A遺跡の石器群の分析」『Science of humanity Bensei』第40号、勉誠出版、2002年6月、98-151頁、CRID 1521699229768756736。
- 馬場悠男, 竹岡俊樹, 奥武則「旧石器捏造で考古学の曲がり角:なぜ考古学界はたった一人の男に騙されたのか」『文芸春秋』第80巻第10号、文芸春秋、2002年8月、134-142頁、CRID 1523669554644479360。
- 難波紘二, 竹岡俊樹, 角張淳一「告発鼎談 旧石器捏造事件は本当に決着したのか」『正論』第375号、産経新聞社、2003年9月、298-313頁、CRID 1523669555458496512。
- 竹岡俊樹「旧石器捏造「神の手」だけが悪いのか:閉鎖的な考古学界で私はひとり疑問の声を挙げた」『文芸春秋』第81巻第6号、文芸春秋、2003年5月、350-358頁、国立国会図書館書誌ID:6497462。

## 論文・寄稿
- 竹岡俊樹「中部地方南部における<石刃>とナイフ形石器について」『史潮』第5号、歴史学会、1979年8月、114-135頁、CRID 1520853832045532032、ISSN 0385762X。
- 竹岡俊樹「香川県朱雀台第一地点における石刃技法の分析」『考古学研究』第26巻第4号、考古学研究会、1980年3月、76-100頁、CRID 1520009408687182720、ISSN 03869148。
- 竹岡俊樹「石器研究の方法とその見通し 山中一郎氏の批評に答えて」『考古学基礎論』第2巻、考古学談話会、1980年4月、53-70頁、CRID 1390010457666024704、doi:10.24484/sitereports.120025-50802。
- 竹岡俊樹「瀬戸内技法再考 先土器時代石器群の分析」『季刊どるめん』第26巻、萩書房、1980年8月、21-37頁、CRID 1390854882597204480、doi:10.24484/sitereports.117795-41088。
- 竹岡俊樹「テラ・アマタ遺跡(フランス・ニース市)における剥片剥離技法の分析」『考古学研究』第32巻第2号、考古学研究会、1985年9月、79-105頁、CRID 1520853831976721536、ISSN 03869148。
- 竹岡俊樹「瀬戸内系文化と信州系文化(1) ナイフ形石器の分析からわかること」『旧石器考古学』第53巻、旧石器文化談話会、1996年12月、19-42頁、CRID 1390291932665994112、doi:10.24484/sitereports.118142-43399。
- 竹岡俊樹「フランス先史学における型式学:F・ボルドの方法について」『考古学雑誌』第82巻第4号、日本考古学会、1997年3月、1-15頁、CRID 1520854806194486784、ISSN 00038075。
- 竹岡俊樹「考古学は「日本の歴史」を構築できるか」『正論』第304号、産経新聞社、1997年12月、258-265頁、CRID 1521980705140605952。
- 竹岡俊樹「「前期旧石器」とはどのような石器群か」『旧石器考古学』第56巻、旧石器文化談話会、1998年6月、15-28頁、CRID 1390291932643499776、doi:10.24484/sitereports.118145-43455。
- 植木武, 後藤明, 小林正史, 佐々木憲一, 竹岡俊樹「座談会（第1回） 21世紀の日本考古学への提言 留学経験を踏まえて」『情報考古学』第5-2巻、日本情報考古学会、2000年3月、46-52頁、CRID 1390574334778450176、doi:10.24484/sitereports.123196-74090。
- 植木武, 後藤明, 小林正史, 佐々木憲一, 竹岡俊樹「座談会（第2回） 21世紀の日本考古学への提言 留学経験を踏まえて」『情報考古学』第6-1巻、日本情報考古学会、2000年9月、45-52頁、CRID 1390574334791171456、doi:10.24484/sitereports.123197-74104。
- 竹岡俊樹「考古学は文化を語れるか:近世宝篋印塔の形式学的分析をとおして」『古代文化』第53巻第1号、古代学協会、2001年1月、13-25頁、CRID 1524232504742292224、ISSN 00459232。
- 竹岡俊樹「「前期旧石器」にみられる押圧剥離技術について」『検証 日本の前期旧石器』、学生社、2001年、CRID 1574231874682618240。
- 竹岡俊樹「旧石器時代の遺跡はどのようにして形成されたのか」『國學院大學学術資料館考古学資料館紀要』第26巻、國學院大學研究開発推進機構学術資料館考古学資料館部門、2010年3月、13-45頁、CRID 1520009410018877056、ISSN 21851956。
- 竹岡俊樹「日本の旧石器時代研究史」『國學院大學学術資料館考古学資料館紀要』第27巻、國學院大學研究開発推進機構学術資料館考古学資料館部門、2011年3月、1-34頁、CRID 1520572357860803584、ISSN 21851956。
- 竹岡俊樹「旧石器研究者を語る」『季刊邪馬台国』第114号、梓書院、2012年7月、7-19頁、CRID 1520010380939033600、ISSN 0387818X。
- 竹岡俊樹「考古学は科学か」『季刊邪馬台国』第115号、梓書院、2012年10月、177-204頁、CRID 1522825130832345984、ISSN 0387818X。
- 竹岡俊樹「旧石器時代研究のゆくえ」『季刊邪馬台国』第116号、梓書院、2013年1月、8-20頁、CRID 1521980704835614208、ISSN 0387818X。
- 竹岡俊樹「「旧石器捏造事件」のいきさつと現状」『季刊邪馬台国』第118号、梓書院、2013年7月、101-137頁、CRID 1523388079651780608、ISSN 0387818X。
- 安蒜政雄, 小田静夫, 加藤真二, 佐藤宏之, 設楽博己, 竹岡俊樹「静岡県伊豆の国市八丁平遺跡採集石器の研究 : 日本列島における中期旧石器時代をめぐって」『東京大学考古学研究室研究紀要』第34巻、東京大学大学院人文社会系研究科・文学部考古学研究室、2021年3月、1-43頁、CRID 1390009225519430144、doi:10.15083/0002000317、ISSN 1880-3784。